# 班費河
50°55′22″N 8°24′26″E / 50.9227°N 8.40712°E
班費河（德語：Banfe），是德國的河流，位於該國西部，處於北萊茵-威斯特法倫州，屬於蘭河的右支流，河道全長11.8公里，流域面積38.8平方公里，河口處在巴特拉斯弗。